# Liste der Mitglieder des Landtags von Waldeck-Pyrmont 1914–1917
Diese Liste nennt die Liste der Mitglieder des Landtags von Waldeck-Pyrmont 1914–1917.
1852 verabschiedete Fürst Georg Victor die Verfassungsurkunde für die Fürstentümer Waldeck und Pyrmont. Damit wurde ein neues Wahlrecht bestimmt und 1914 der 23. Landtag nach diesem Wahlrecht gewählt. Gewählt wurden 15 Abgeordnete in indirekter Wahl in Mehrpersonenwahlkreisen. Diese Wahlkreise entsprachen den vier Landkreisen, wobei je Kreis vier Abgeordnete gewählt wurden. Ausnahme war Pyrmont, wo drei Abgeordnete gewählt wurden. Rechtsgrundlage der Wahl war das Wahlgesetz vom 17. August 1852 (Wald. Reg. Bl., S. 163) in der Fassung vom 2. August 1856 (Wald. Reg. Bl., S. 75).

## Liste der Abgeordneten
Die so bestimmten Abgeordneten waren:
| Wahlbezirk           | Abgeordneter          | Anmerkungen |
| -------------------- | --------------------- | ----------- |
| Kreis der Twiste     | August Beste          |             |
| Kreis der Twiste     | Christian Heine       |             |
| Kreis der Twiste     | Karl Knoll            |             |
| Kreis der Twiste     | Heinrich Welle        |             |
| Kreis des Eisenbergs | Heinrich Böhle        |             |
| Kreis des Eisenbergs | Christian Köchling    |             |
| Kreis des Eisenbergs | Oswald Waldschmidt    |             |
| Kreis des Eisenbergs | Christian Zölzer      |             |
| Kreis der Eder       | Carl Hartmann         |             |
| Kreis der Eder       | Karl Krüger           |             |
| Kreis der Eder       | Hermann Waldschmidt   |             |
| Kreis der Eder       | Wilhelm Schäffer      |             |
| Kreis Pyrmont        | Gustav Baumbach       |             |
| Kreis Pyrmont        | Emil Bermann          |             |
| Kreis Pyrmont        | Heinrich Stuckenbrock |             |